# 八幡市立さくら小学校
八幡市立さくら小学校（やわたしりつ さくらしょうがっこう）は、京都府八幡市男山美桜にある公立小学校。

## 概要
少子化の影響により、八幡市立八幡第三小学校と八幡市立八幡第五小学校を統合し、旧八幡第三小学校の校地に新設された。名称は市民や児童から募集した3案の中から名づけられた。男山団地北部を校区としている。

## 沿革
- 2003年（平成15年）3月 - 「八幡市学校再編整備検討委員会」設置。
- 2006年（平成18年） - 学校再編整備計画を策定、「小学校統合推進協議会」設置、
- 2008年（平成20年）4月1日 - 2校を統合し八幡市立さくら小学校開校。
- 2013年（平成25年） - 本校を含む、市内全小学校の通報システムを整備。
- 2014年（平成26年） - 本校の防災機能強化。

## 周辺
- 八幡市立八幡第三幼稚園
- さくら近隣公園
  - 八幡市立こども動物園
- 八幡市立老人憩いの家・八寿園 - さくら近隣公園内
- 社会福祉法人八幡市社会福祉協議会八寿園デイサービス - さくら近隣公園内
- 府営男山美桜団地
- UR都市再生機構男山団地
  - 府営男山美桜団地・UR男山団地以外の民営のマンション・アパートなども点在。
- 八幡市男山公民館
- 八幡市生活情報センター
- 八幡男山郵便局

## 校区
- 旧八幡第三小学校区
  - 男山美桜
  - 男山泉
  - 男山八望
  - 男山笹谷(東半分)

- 旧八幡第五小学校区
  - 男山長沢
  - 男山指月
  - 男山雄徳
  - 男山笹谷(西半分)
  - 八幡石不動(一部)

## 交通アクセス
ページトップの画像にある正門まで
- 京阪バス「9」系統くずは線・「10」系統くずは線・「11B」系統くずは線・「14」系統くずは線・「20」系統くずは線・「21」系統くずは線・「40」系統くずは線・「77」系統八幡田辺線の各系統で、「さくら小学校前」停留所下車後、
  - 中央センター前・あさひ経由樟葉駅行、京都八幡高校・くすのき小学校経由樟葉駅行のりばから、徒歩約150m・約2分。
  - ひかり・中くずは経由樟葉駅行、男山車庫行のりばから、徒歩約235m・約4分。
- 京阪電鉄本線
  - 樟葉駅から、「77」系統を除く系統に乗車し、「さくら小学校前」停留所下車後、徒歩。
  - 石清水八幡宮駅から、「77」系統に乗車、「さくら小学校前」停留所下車後、徒歩。

## 歴代校長
- 小西正利（2008年-）

## 校区が隣接している学校
- 八幡市立橋本小学校
- 八幡市立八幡小学校
- 八幡市立中央小学校
- 八幡市立くすのき小学校

以下は大阪府。
- 枚方市立樟葉南小学校
- 枚方市立樟葉小学校
- 枚方市立樟葉北小学校